# NGC 5796
NGC 5796 ist eine Elliptische Galaxie vom Hubble-Typ E3 im Sternbild Waage auf der Ekliptik und etwa 126 Millionen Lichtjahre von der Milchstraße entfernt. 
Sie wurde am 23. Mai 1884 von Ernst Wilhelm Leberecht Tempel entdeckt.

## NGC 5796-Gruppe (LGG 390)
| Galaxie   | Alternativname | Entfernung/Mio. Lj |
| --------- | -------------- | ------------------ |
| NGC 5796  | PGC 53549      | 126                |
| PGC 53303 | MCG -03-38-025 | 132                |
| PGC 53697 |                | 136                |